# Карл Абрахам
Карл Абрахам (на немски: Karl Abraham) е ранен германски психоаналитик и кореспондент на Зигмунд Фройд, който го нарича моя „най-добър ученик“. Той основава Берлинския психоаналитичен институт и е президент на Международната психоаналитична асоциация от 1914 до 1918 и отново през 1925.

## Биография
Роден е на 3 май 1877 година в Бремен, Германия. Той си сътрудничи с Фройд за разбирането на маниакалната депресия. Абрахам е аналитик на Мелани Клайн през 1924 – 1925 и на редица британски психоаналитици, включително Едуард Глоувър, Джеймс Глоувър и Аликс Страчи. Също така и ментор на влиятелна група от немски психоаналитици включваща Карен Хорни, Хелене Дойч и Франц Александер.
Основният принос на Абрахам е в областта на психоаналитичната теория. Негова е идеята, че биологията диктува специфична последователност в развитието на целите на либидото. Той има и разработки в областта на теорията за етапите на психосексуалното развитие. Абрахам предполага, че личността на възрастния може да бъде разбрана в термините на фиксацията на определен етап от психосексуалното развитие. В резултат на изследвания на манийно-депресивната невроза той разграничава два основни типа: на единия може да се даде психодинамична интерпретация, а вторият е в основата си биологичен и не се поддава на психологическо обяснение.
Умира на 25 декември 1925 година в Берлин на 48-годишна възраст.